# Grace (album)
Grace je první sólové album Jeffa Buckleyho. Natočeno bylo v roce 1994.

## Skladby
- 1. Mojo Pin
- 2. Grace
- 3. Last Goodbye
- 4. Lilac Wine
- 5. So Real
- 6. Hallelujah
- 7. Lover, You Should've Come Over
- 8. Corpus Christi Carol
- 9. Eternal Life
- 10. Dream Brother

Producentem alba je Andy Wallace.